# Kemotaxis
Kemotaxis innebär att en cell förflyttar sig mot eller från en ökande koncentration av ett kemiskt ämne. Det kan till exempel vara en bakterie som förflyttar sig mot en högre koncentration av glukos, eller en cell i vårt immunförsvar som förflyttar sig mot ett område infekterat av bakterier eller virus.
Bakterier kan också röra sig mot ljus och då kallas förflyttningen fototaxis.